# 奧希里夫卡
49°42′23″N 33°52′31″E / 49.70639°N 33.87528°E
奧希里夫卡（羅馬化：Ohhricka）是位於烏克蘭中部的村莊，由波爾塔瓦州米爾霍羅德區的比洛采爾基夫卡市鎮負責管轄。該村處於赫尼利察河畔，距離拜拉克、科諾皮良卡和波季爾2公里，面積0.78平方公里，2001年人口387。